# Ambrotype

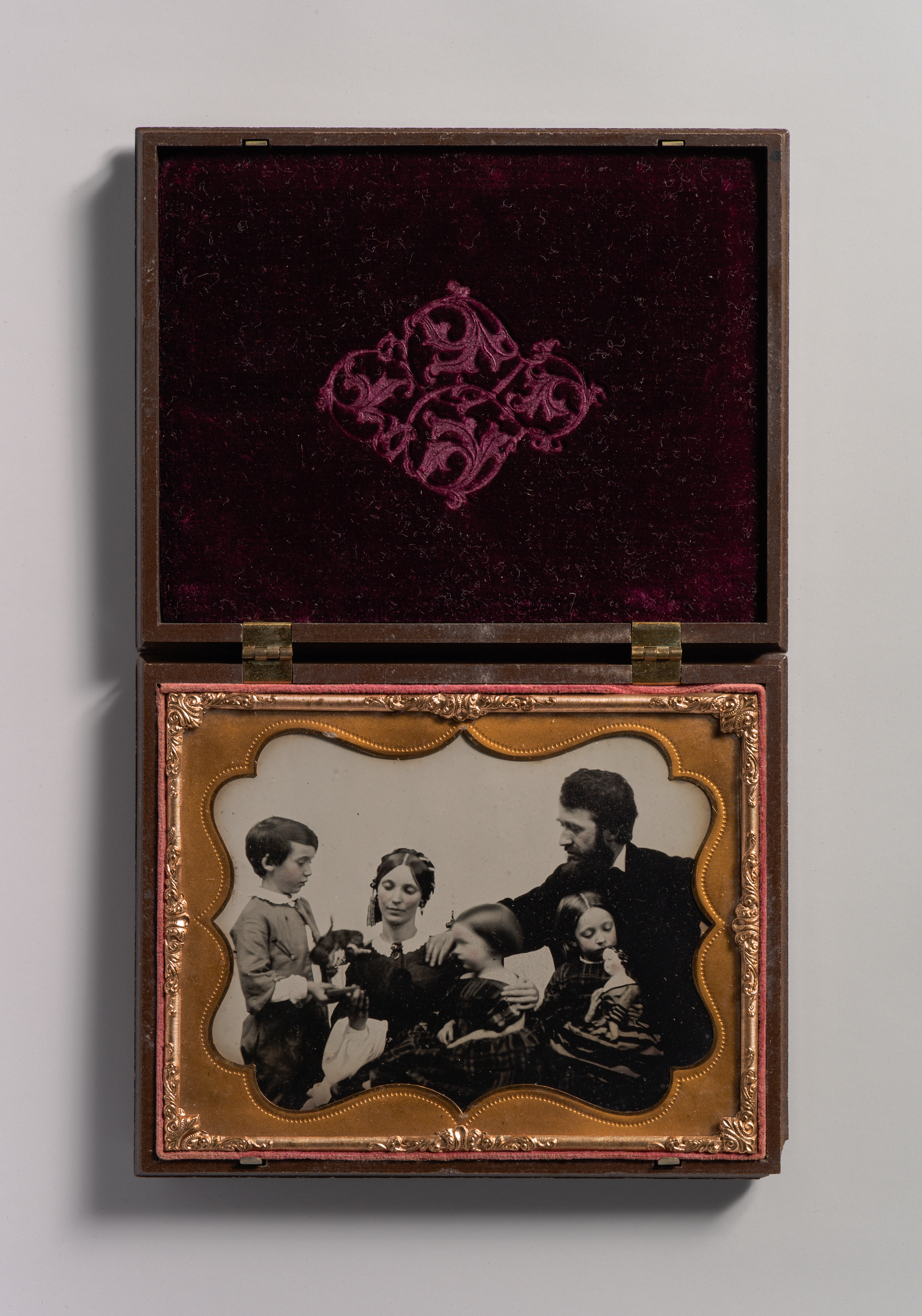
Ambrotype américain représentant une famille, vers 1850-1860.

L’ambrotype est un procédé photographique breveté par James Ambrose Cutting. Il produit une image positive sur plaque de verre.  

## Étymologie
Le terme ambrotype est inventé par le daguerréotypiste Marcus Aurelius Root (en) (1808-1888). Il est tiré du grec ancien, de ἀνβροτός, « immortel » et τύπος, « impression ».

## Histoire
Cette technique est popularisée et améliorée à Boston par James Ambrose Cutting et son associé Isaac Rehn qui déposent un brevet en 1854,. Selon certaines sources, l'invention du procédé reviendrait à Cutting, seul, Root lui ayant suggéré, par l'intermédiaire de Isaac Rehn, le nom d'ambrotype, son étymologie grecque faisant le lien avec son second prénom « Ambrose »,.
L’ambrotype a concurrencé le daguerréotype en raison de la rapidité d'obtention des images (2 à 4 secondes) et de son prix de revient peu coûteux. Il est toutefois d'une qualité moindre. 
En dépit de sa popularité, il est supplanté dès les années 1860 par la technique du ferrotype (photographie positive sur plaque métallique), rapide, peu coûteuse, et moins fragile.  

## Technique
À l'instar du daguerréotype, chaque ambrotype est un original unique, non reproductible.  
Il s'agit d'un négatif sur plaque de verre au collodion, sous-exposé à la prise de vue, puis blanchi chimiquement au développement. L'image produite apparaît négative visionnée par transparence, mais positive lorsqu'elle est présentée sur un fond noir. Le fond noir peut être désolidarisé de la plaque (papier, velours, laque), ou consister en un vernis noir fait de baume du Canada ou d'asphalte, qui est alors appliqué au dos de celle-ci. L'ambrotype classique est réalisé sur une plaque de verre incolore, mais celle-ci peut aussi être rouge ou violet sombre, voire plus rarement jaune ambré ou bleue. Il peut être peint à la main ou avoir des rehauts dorés.  
Majoritairement utilisé pour les portraits et parfois pour les paysages, l'ambrotype se présente généralement encadré comme le daguerréotype. Il ne présente pas le miroitement caractéristique au daguerréotype, ce qui en fait un bon moyen pour les différencier.

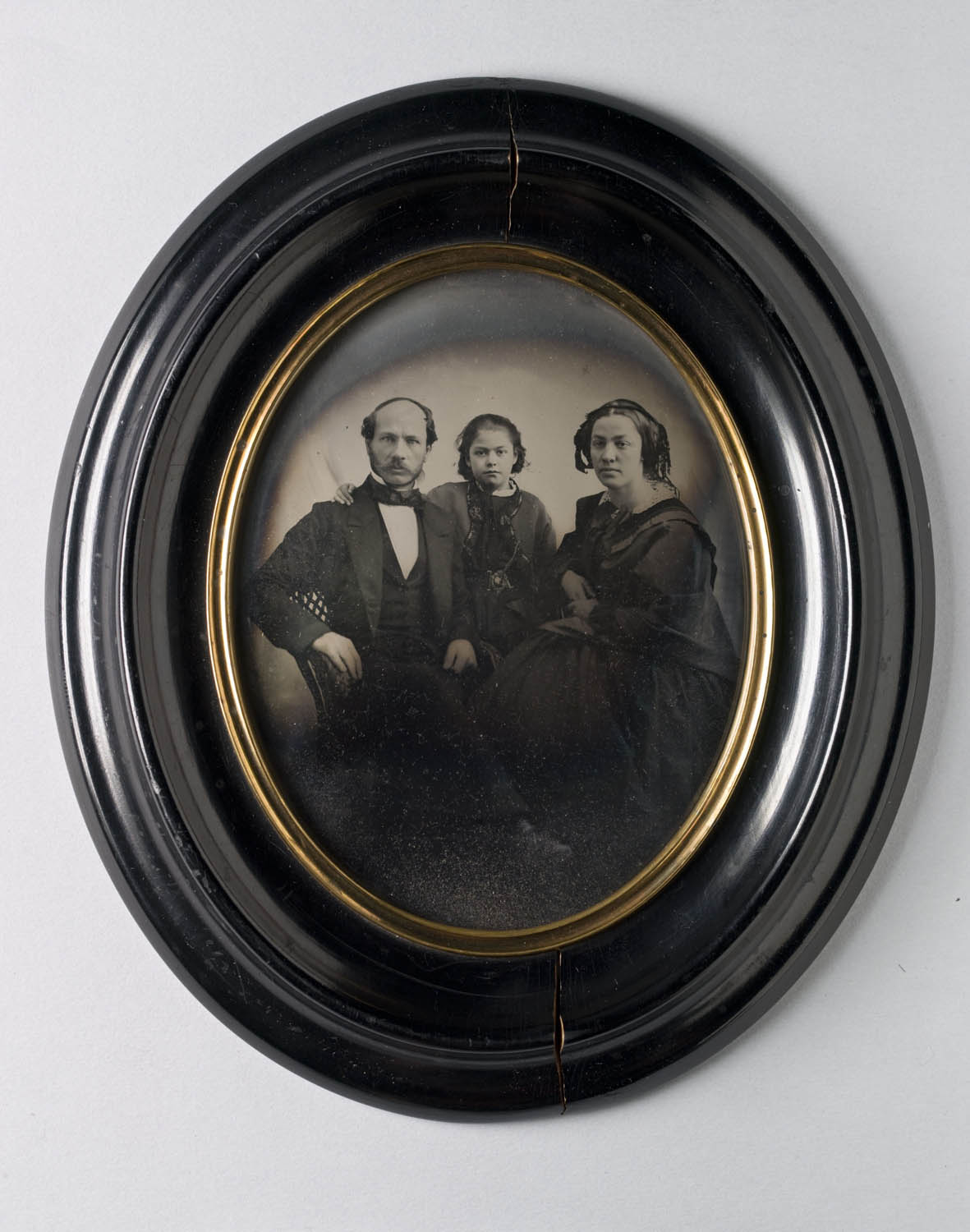
Ambrotype suédois. Portrait de famille, vers 1860.
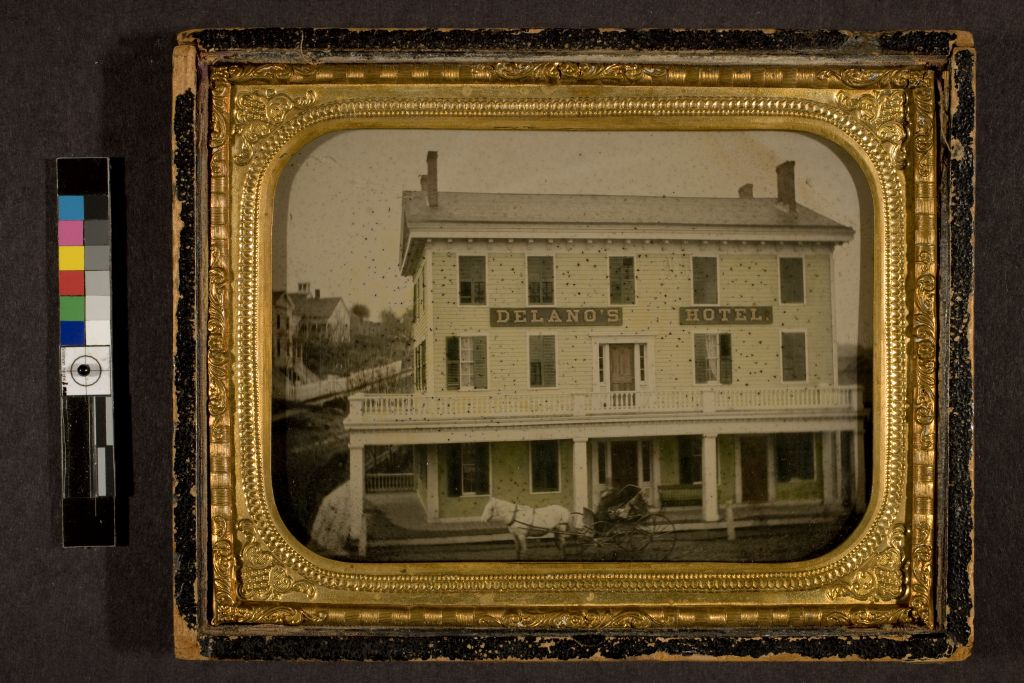
Ambrotype américain. L'hôtel Delano, vers 1860.
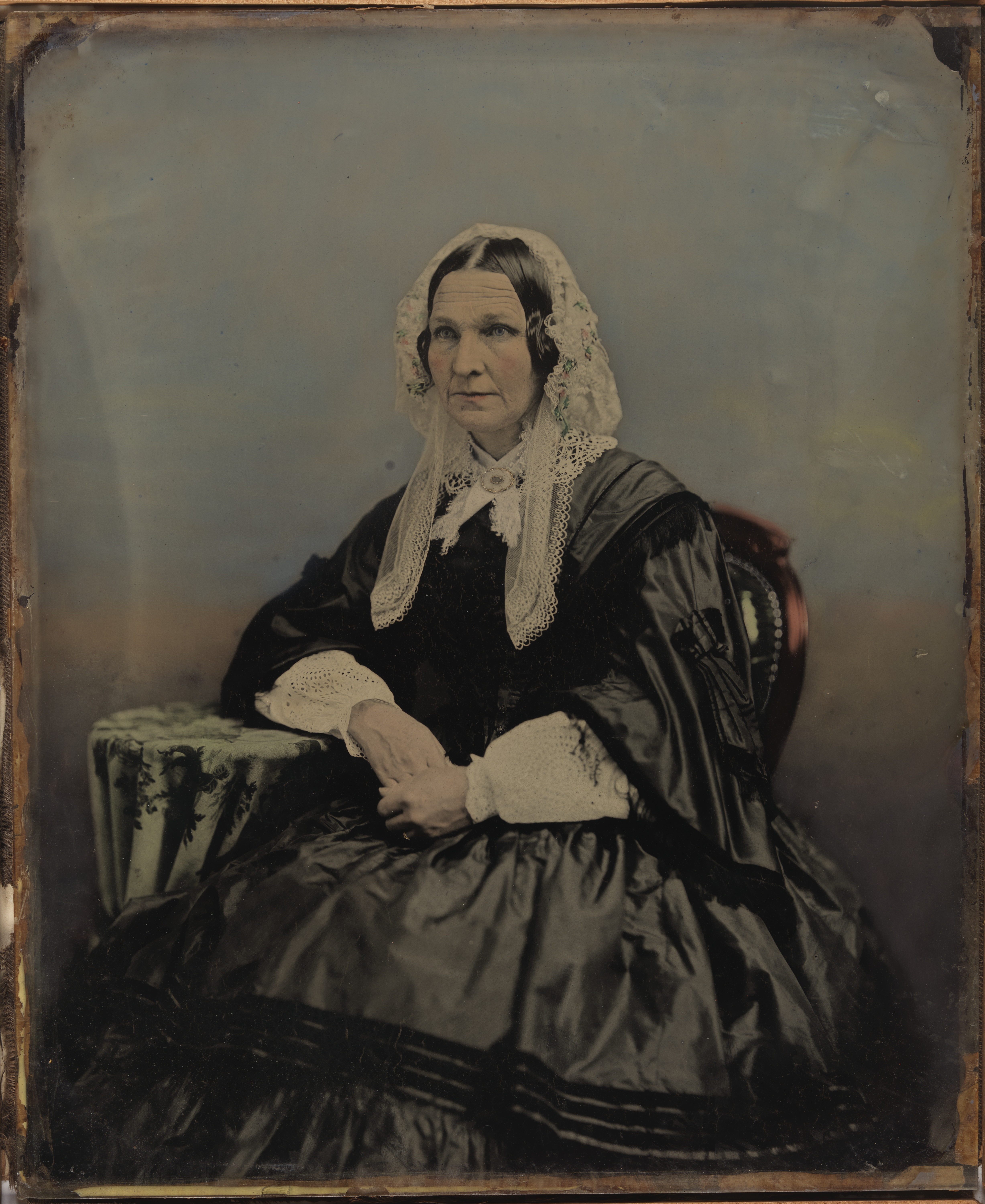
Ambrotype australien colorisé. Portrait de Jane Dey, 1858.
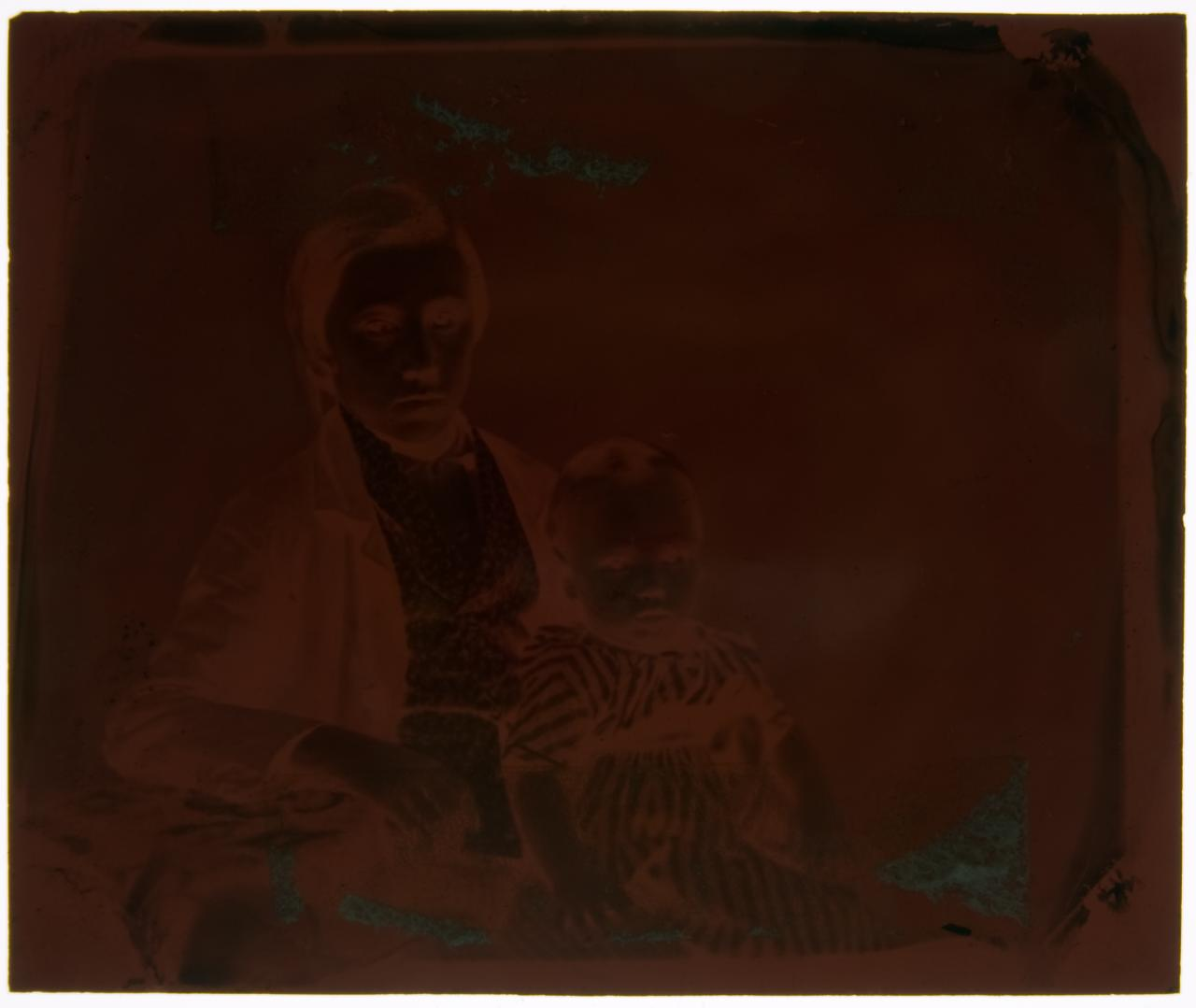
Ambrotype "rubis" (plaque teintée en rouge), vers 1860.
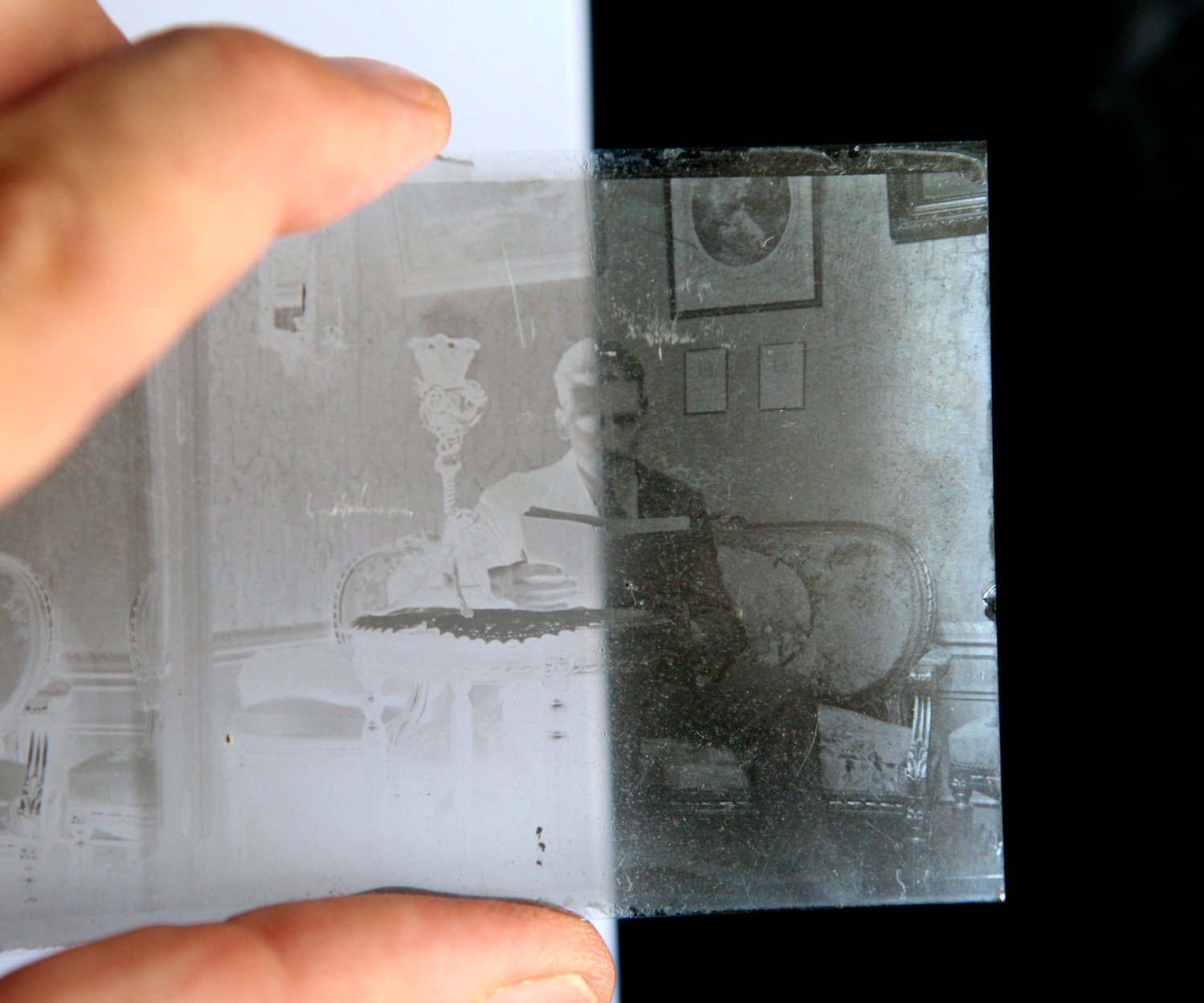
Démonstration de l'effet du fond noir sur un négatif stéréoscopique du début du XXe siècle (pas un ambrotype).